# مهدی‌آباد (ماهان)
مهدی‌آباد، یک آبادی از توابع بخش ماهان، شهرستان کرمان در استان کرمان ایران است.

## جمعیت
این آبادی در دهستان ماهان قرار دارد و براساس سرشماری مرکز آمار ایران در سال ۱۳۹۵، خالی از سکنه دائم بوده‌است.